# Brussel in films
Brussel vormt het decor van een vrij groot aantal films en televisieseries. Sinds de invoering van de federale tax shelter in 2003 gaat het aantal producties in stijgende lijn. De gewestelijke overheid promoot via Screen Brussels de hoofdstad als audiovisuele locatie, onder meer door begeleiding in het zoeken naar draailocaties. Visit Brussels heeft hiervoor een speciale afdeling, het Brussels Film Office.
In 2015 werden er 331 producties gedraaid in de stad, waarvan 37 langspeelfilms. De sector stelde rechtstreeks ongeveer 8.000 mensen tewerk.

## Films en series (selectie)
De volgende films en televisieseries zijn opgenomen in herkenbare Brusselse straten en gebouwen:
- 1913: Saïda a enlevé Manneken-Pis (Alfred Machin)
- 1939: Bossemans et Coppenolle (Gaston Schoukens)
- 1955: Un soir de joie (Gaston Schoukens)
- 1959: Scandale à la Belgique Joyeuse (Gaston Schoukens)
- 1959: Du rififi chez les femmes (Alex Joffé)
- 1963: Dimanche (Edmond Bernhard) – zondagse ontspanning zonder dialoog of commentaar
- 1967: Le départ (Jerzy Skolimowski) – met o.a. het Eeuwfeestpaleis
- 1968: Je t'aime, je t'aime (Alain Resnais) – kantoorbediende Claude Rich reist naar zijn verleden in Etterbeek (Jules Maloulaan, Belliardstraat...)
- 1970: Le voyou (Claude Lelouch) – gangster Jean-Louis Trintignant vlucht de grens over en komt aan in hartje Brussel (Grote Markt, Anspachlaan, Sint-Katelijneplein)
- 1970: La rupture (Claude Chabrol) – de rijke Jean-Pierre Cassel zit zijn schoondochter Stéphane Audran dwars in tuinwijk Le Logis, op de Tervurenlaan en de "Square des Milliardaires"
- 1970: Darling Lili (Blake Edwards) – met Julie Andrews in de Muntschouwburg
- 1972: Les tueurs fous (Boris Szulzinger) – een willekeurige seriemoordenaar in de straten van Brussel
- 1972: Belle (André Delvaux)
- 1973: Le Far-West (Jacques Brel)
- 1973: Home Sweet Home (Benoît Lamy) – een rusthuis, een duivenlokaal
- 1974: La Cage aux ours (Marian Handwerker) – op en rond het Eugène Verboekhovenplein
- 1975: Jeanne Dielman, 23, quai du Commerce, 1080 Bruxelles (Chantal Akerman) – de dagelijkse routines van een prostituée
- 1975: Le fils d'Amr est mort (Jean-Jacques Andrien)
- 1976: Rue Haute (André Ernotte) – in de Hoogstraat en de Marollen
- 1977: Providence (Alain Resnais) – met scènes in het Justitiepaleis
- 1978: Préparez vos mouchoirs (Bertrand Blier)
- 1979: Een vrouw tussen hond en wolf (André Delvaux)
- 1980: Mama Dracula (Boris Szulzinger) – met Maria Schneider
- 1980: Bruxelles Transit (Samy Szlingerbaum) – de Zuidwijk als aankomstplaats
- 1982: Toute une nuit (Chantal Akerman) – Brussels nachtleven
- 1982: Meurtres à domicile (Marc Lobet)
- 1982: Mortelle randonnée (Claude Miller) – met Isabelle Adjani die zich in haar auto uit Parking 58 stort
- 1983: Brussels By Night (Marc Didden)
- 1983: Garçon! (Claude Sautet)
- 1984: Le sang des autres (Claude Chabrol) – Hotel Métropole
- 1985: Plenty (Fred Schepisi) – met Meryl Streep in een herenhuis aan de Congreskolom
- 1989: Monsieur Hire (Patrice Leconte)
- 1991: Eline Vere (Harry Kumel)
- 1991: Toto le héros (Jaco Van Dormael)
- 1994: La vie sexuelle des Belges 1950-1978 (Jan Bucquoy) – met zijn café de Dolle Mol
- 1995: Manneken Pis (Frank van Passel)
- 2002: Meisje (Dorothée Van Den Berghe)
- 2006: Dikkenek (Olivier Van Hoofstadt)
- 2006: Eva reste au placard les nuits de pleine lune (Alex Stockman)
- 2007: J'aurais voulu être un danseur (Alain Berliner)
- 2007: Sur le Mont Josaphat (y'a pas de pigeons) (Jean-Marc Vervoort) – spoorloze duiven in het Josaphatpark
- 2008: JCVD (Mabrouk El Mechri) – Jean-Claude Van Damme begint opnieuw in Schaarbeek
- 2009: Les Barons (Nabil Ben Yadir) – dromen en auto's in Molenbeek
- 2010: Pulsar (Alex Stockman)
- 2011: L'envahisseur (Nicolas Provost) – een Afrikaanse vluchteling doolt door Brussel
- 2012: The Expatriate (Philipp Stölzl)
- 2013: L'écume des jours (Michel Gondry)
- 2014: Waste Land (Pieter Van Hees) – met een politiebal in het Jetse café L'Excelsior
- 2014: L'étrange couleur des larmes de ton corps (Hélène Cattet en Bruno Forzani) – giallo tussen de art nouveau van het Ciamberlanihuis
- 2015: Black (Adil El Arbi en Bilall Fallah) – straatbendes in Matonge en Laag-Molenbeek
- 2015: Le Tout Nouveau Testament (Jaco Van Dormael)
- 2016: E-Legal (Alain Brunard)
- 2017: Generatie B (Pieter Van Hees en Joost Vandecasteele)
- 2017: Brussel (Leon de Winter)
- 2017: Le Fidèle (Michaël R. Roskam)
- 2017: Tueurs (François Troukens en Jean-François Hensgens)
- 2018: Mon Ket (François Damiens): een verhaal geweven uit verborgen camera
- 2018: Etangs Noirs (Timeau De Keyser en Pieter Dumoulin)
- 2019: Hellhole (Bas Devos)[2]
- 2020: Ghost Tropic (Bas Devos)
- 2021: Un monde (Laura Wandel) – gefilmd in het Athenée Royal Andrée Thomas van Vorst
- 2022: Roomies (Flo Van Deuren en Kato De Boeck)
- 2023: 1985 (Wouter Bouvijn en Willem Wallyn )
- 2024: Putain (Zwangere Guy en Deben Van Dam)
- 2024: La nuit se traîne (Michiel Blanchart)
- 2024: Young Hearts (Anthony Schatteman)

## Documentaires over Brussel
- 1954: Sonate voor Brussel (Emile Degelin) – poëtisch portret van het dagelijks leven in de hoofdstad
- 1969: La Bataille des Marolles (Jean-Jacques Péché en Pierre Manuel)
- 1974: A travers le Bruxelles populaire (Alexandre Keresztessy)
- 2012: Femme de la rue (Sofie Peeters)
- 2015: Our City (Maria Tarantino)
- 2018: Ni juge, ni soumise (Jean Libon en Yves Hinant)
- 2019: Bruxelles, une traversée urbaine (Luc Jabon, 75')

## Voetnoten
1. ↑  Film- en televisieopnames in Brussel in de lift, bruzz, 12 januari 2016
2. ↑  https://www.demorgen.be/film/bas-devos-over-zijn-film-hellhole-ik-hoop-dat-de-film-dat-woord-een-beetje-kan-ontkrachten-bb9270c8/